# Suva
Pour les articles homonymes, voir Suva (homonymie).
Suva est la capitale et la plus grande ville des Fidji. Elle comptait 74 481 habitants lors du recensement en 2007. En comptant sa banlieue, la population de la zone urbaine de Suva était de 85 691 habitants lors du même recensement. La grande agglomération compte presque 300 000 habitants, soit un tiers de la population totale de la république.
Elle est située sur la côte sud-est de l'île de Viti Levu, dans la division centrale des Fidji, dont elle est le centre administratif. La ville possède un aéroport international et se trouve dans le sud de la plus grande île du pays : Viti Levu — bien que le principal aéroport fidjien soit situé à Nadi (prononcé Nandi).
En 1877, il fut décidé de faire de Suva la capitale des Fiji lorsque l'ancienne capitale coloniale de Levuka sur l'île Ovalau s'avéra trop petite. L'administration de la colonie fut déplacée de Levuka à Suva en 1882.

## Histoire
En échange de la promesse du paiement des dettes faites aux États-Unis par le Ratu de l'île de Bau, Seru Epenisa Cakobau, la société australienne Polynesia Company obtient 5000 km²  de terres, dont 575 km² à proximité de ce qui était alors le village de Suva, en 1868. L'idée originelle était d'y créer une plantation de coton, mais le sol et le climat ne le permirent pas.
Après l'annexion des îles par le Royaume-Uni, en 1874, les autorités coloniales décidèrent de déplacer la capitale de Levuka à Suva, en 1877. Le transfert officiel fut effectué en 1882. Le colonel F.E. Pratt du corps des Royal Engineers, nommé Surveyor-General, en 1875, fut chargé de dessiner la nouvelle capitale, avec ses assistants W. Stephens et le colonel R.W. Stewart.

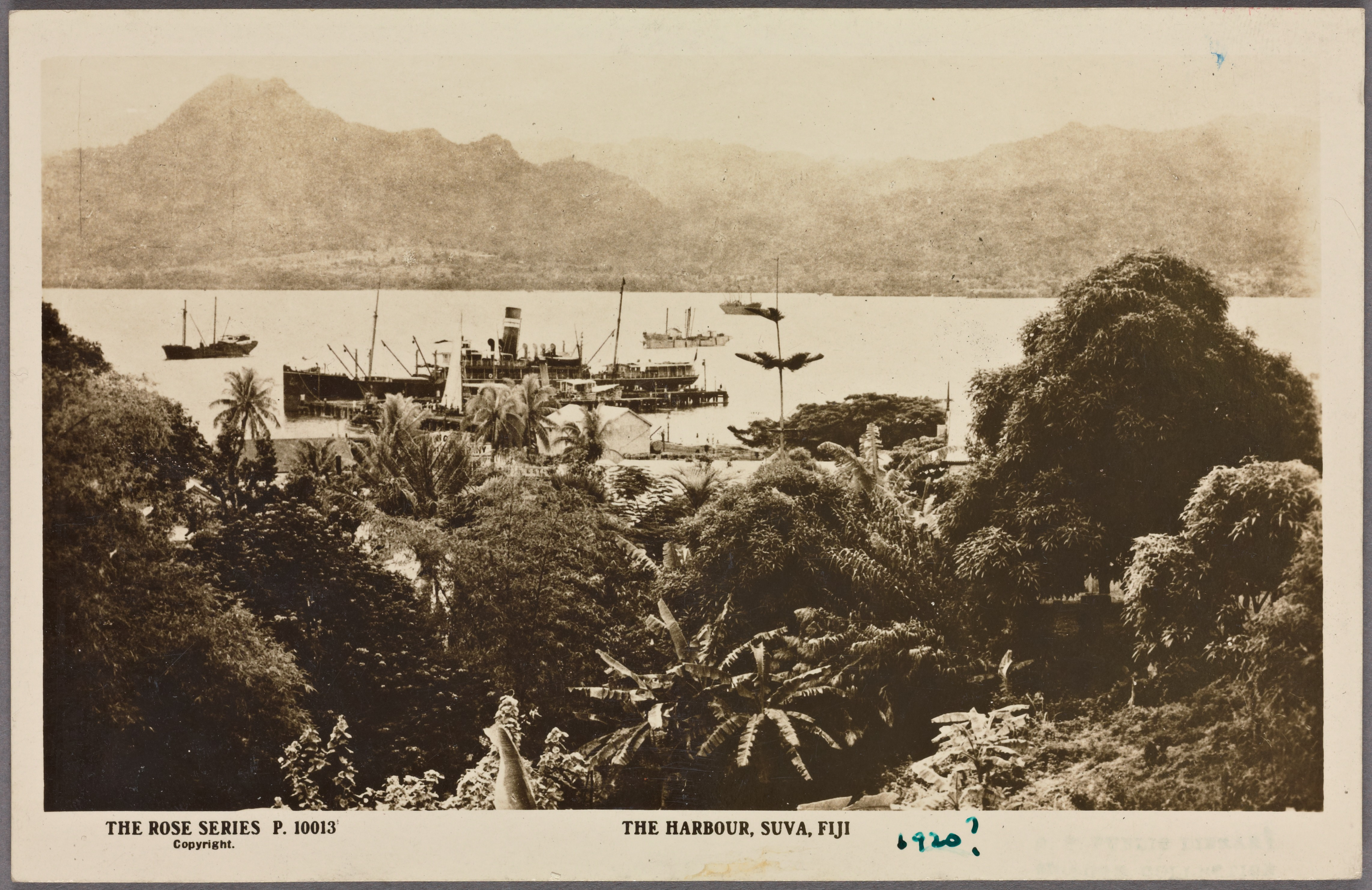
Suva dans les années 1920.

Après la promulgation de la Municipal Constitution Ordinance de 1909, Suva obtint le statut de municipalité en 1910. La superficie de la cité était alors d'un mile carré (2,6 km²); ces limites resteront inchangées jusqu'en 1952, lorsque les subdivisions administratives de Muanikau et Samabula furent annexées, étendant son territoire à  13 km². En octobre de cette année, Suva fut officiellement proclamée ville (City) - la première des Fidji. Tamavua fut ensuite annexée; la plus récente extension des limites de la ville fut l'incorporation de la zone de Cunningham au nord de la cité. L'étalement urbain s'est concrétisé par le développement de plusieurs banlieues qui restent toutefois à l'extérieur des limites officielles de la ville; avec la cité elle-même, elle forme la zone métropolitaine nommée Greater Suva Area.

## Climat
Suva possède un climat équatorial (Köppen: Af), se caractérisé par l'Alizé fréquent et des cyclones tropicaux occasionnels; qui causent un climate marine et humide toute l'année. Les temps maximales montent jusqu'à 31,0 ºC en février et 26,4 ºC en août; tandis que les temps minimales descendent jusqu'à 23,5 ºC en février et 19,9 ºC en août. Par rapport à la reste de Fidji, Suva est situé au vent de Mont Tomanivi. Par conséquent, les précipitations annuelles sont vraiment abondantes: environ 2 940,4 mm, et aucun mois ne reçoit moins de 131,3 mm de pluie. Les jours pluvieux sont assez fréquents (en moyenne: 187,5 pluvieux) et la ville se profite de 1876,8 heures d'ensoleillements.
| Mois                                            | jan.  | fév.  | mars  | avril | mai   | juin  | jui.  | août  | sep.  | oct.  | nov.  | déc. | année   |
| ----------------------------------------------- | ----- | ----- | ----- | ----- | ----- | ----- | ----- | ----- | ----- | ----- | ----- | ---- | ------- |
| Température minimale moyenne (°C)               | 23,4  | 23,5  | 23,5  | 22,9  | 21,4  | 20,7  | 19,9  | 19,9  | 20,5  | 21,2  | 22,1  | 22,9 | 21,8    |
| Température maximale moyenne (°C)               | 30,6  | 31    | 30,9  | 29,8  | 28,3  | 27,4  | 26,6  | 26,4  | 26,9  | 27,8  | 29    | 29,9 | 28,7    |
| Record de chaleur (°C)                          | 35    | 36    | 37    | 34    | 34    | 32    | 32    | 32    | 32    | 34    | 34    | 36   | 37      |
| Ensoleillement (h)                              | 186,7 | 178,5 | 179,7 | 151,3 | 151   | 133   | 134,6 | 137,2 | 127,8 | 154,7 | 162,3 | 180  | 1 876,8 |
| Précipitations (mm)                             | 353,7 | 291,5 | 351,3 | 307,6 | 213,4 | 160,6 | 131,3 | 141,2 | 173,4 | 241,4 | 239   | 336  | 2 940,4 |
| dont nombre de jours avec précipitations ≥ 1 mm | 19,2  | 17,6  | 19,3  | 17,7  | 15,5  | 13,4  | 12    | 12,7  | 12,6  | 14,6  | 14,7  | 18,2 | 187,5   |

## Économie

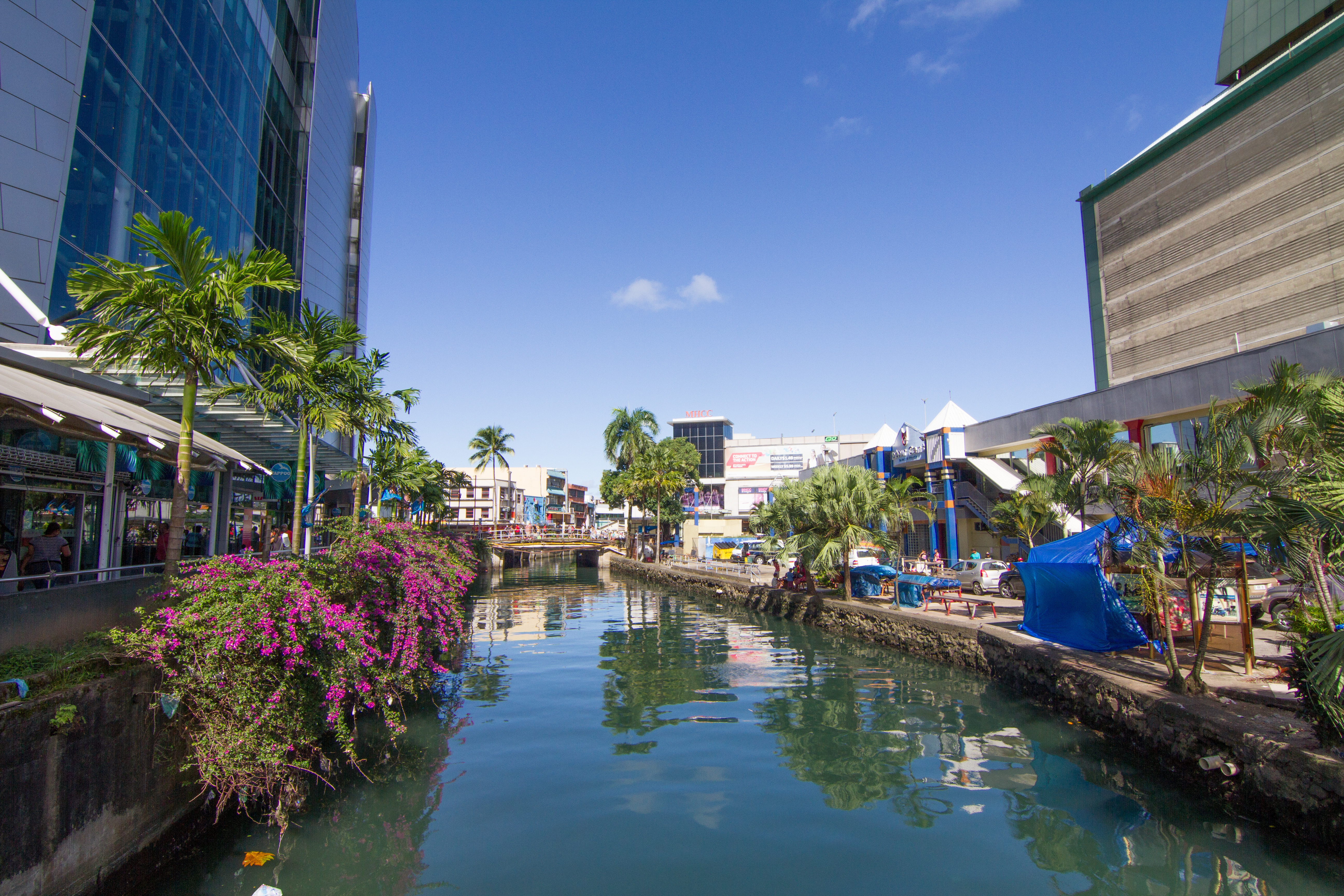
Canal dans Suva.

Une grande partie de la navigation internationale des Fidji, ainsi que l'amarrage des navires de croisière internationaux, a lieu au Kings Wharf de Suva. Cela a conduit à la croissance de l'industrie touristique de Suva.

## Santé
Suva possède un hôpital, doté d'une maternité.

## Transports

### Transport aérien
L'aéroport international de Nausori dessert le marché intérieur, reliant Suva à l'aéroport principal des Fidji, l'aéroport international de Nadi, et aussi quelques destinations internationales, desservant Sydney, Auckland, Funafuti, Nuku'alofa et Port Vila.

### Transport en commun

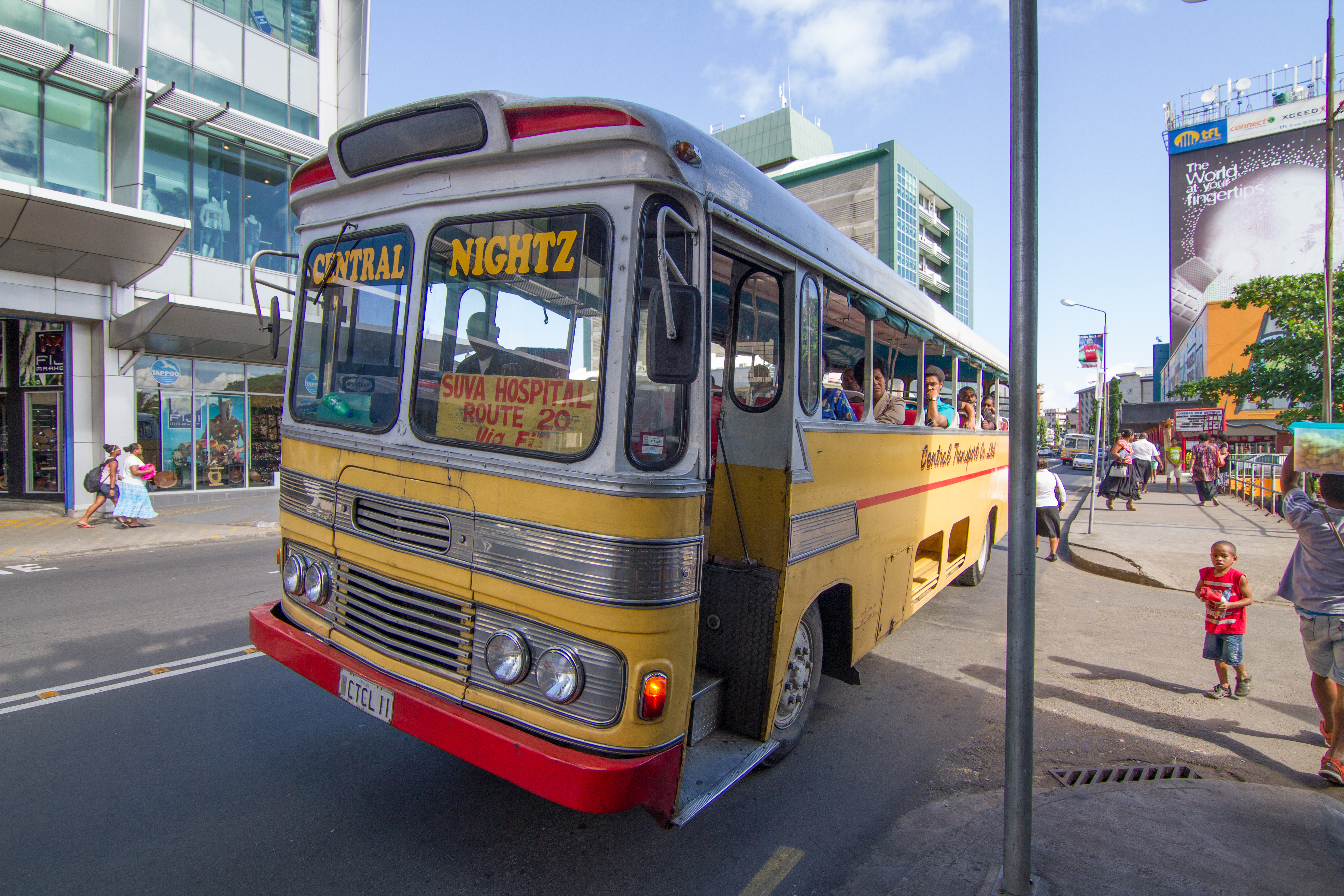
Ligne d'autobus à Suva

Suva dispose d'un système de transport public composé d'autobus (Central Transport Co.) et de taxis desservant la ville ainsi que  Nasinu, Nausori et Lami (zone métropolitaine de Suva). Des services de bus relient Suva à d'autres villes de Viti Levu par les autoroutes Kings, Queens ou Princes, toutes originaires de Suva, bien que cette dernière se termine au pont Rewa à Nausori.

### Bateau
Un service de ferry intérieur va du Princess Wharf aux îles extérieures Fidji ainsi qu'à Vanua Levu. Les navires internationaux et les paquebots de croisière accostent au Kings Wharf de Suva.

## Enseignement
Suva possède plusieurs écoles. La ville est également le siège principal de l'université du Pacifique Sud et de l'université des Fidji.

## Lieux touristiques
- Bâtiments gouvernementaux
- Mémorial Ratu Sukuna
- Péninsule de Suva (où il est possible de faire du va'a)
- La cathédrale du Sacré-Cœur

## Sport

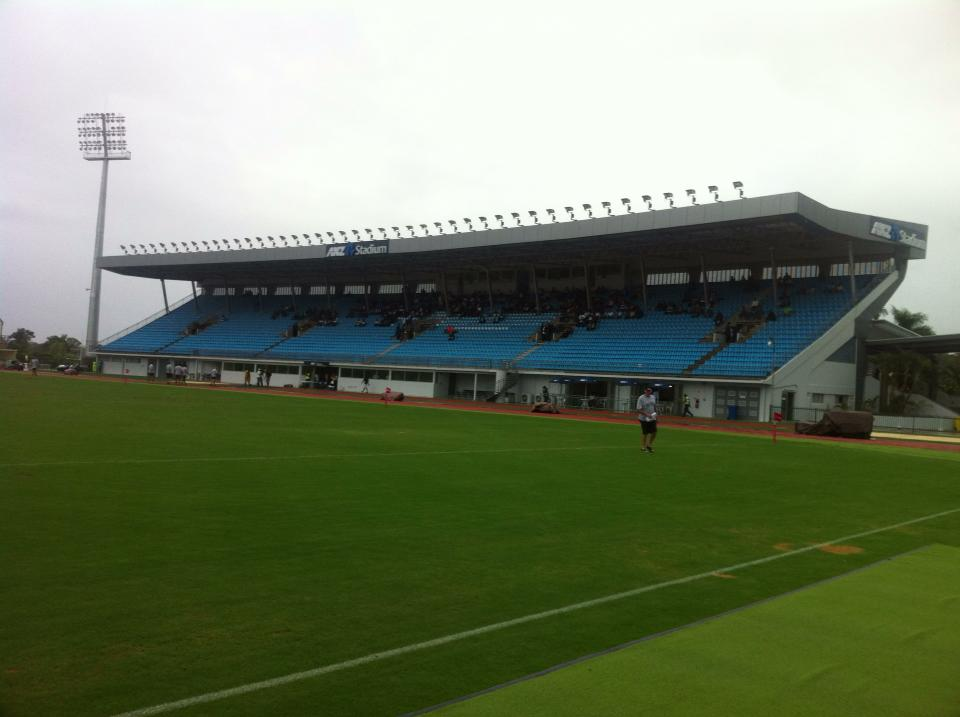
L'ANZ Stadium.

Suva fut la ville hôte des premiers Jeux du Pacifique en 1963, mais aussi à ceux de 1979 et de 2003.
L'ANZ Stadium est un stade omnisports. Il est surtout utilisé par les équipes nationales de football, de rugby à XIII et de rugby à XV des Fidji, mais aussi par le Suva FC. Il compte environ 15 000 places.
De nombreux rugbymen sont nés à Suva : parmi les plus connus, on peut citer Akapusi Qera, Sitiveni Sivivatu, Mosese Rauluni, Waisale Serevi, Semi Radradra ou Dominiko Waqaniburotu.

## Personnalités liées
- Stacy Jupiter (née en 1975), océanographe, étudie la biologie marine des îles Fidi, directrice du programme de la Wildlife Conservation Society pour la Mélanésie.